# 枚方市立五常小学校
枚方市立五常小学校（ひらかたしりつ ごじょうしょうがっこう）は、大阪府枚方市香里ヶ丘六丁目にある公立小学校。

## 沿革
枚方市立開成小学校および枚方市立香里小学校の2校の校区を再編し、1962年に開校した。開校当初は学年ごとに、開成小学校（1年・3年・4年・5年）・香里小学校（2年・6年）の2ヶ所に仮校舎を設置して授業をおこなっていたが、1962年9月より現在地での授業を開始した。
その後校区の一部を新設の枚方市立山之上小学校へ分離し、また周辺校との校区の一部調整などを経て現在に至っている。

### 年表
- 1962年4月1日 - 枚方市立五常小学校として開校。開成・香里の2小学校に仮校舎をおく。
- 1962年4月7日 - 枚方市立開成小学校にて開校式・入学式挙行。
- 1962年9月1日 - 現在地での授業を開始。
- 1963年2月22日 - 校歌制定。
- 1964年3月18日 - 校旗制定。
- 1969年4月1日 - 枚方市立山之上小学校の開校に伴い校区縮小。
- 1970年4月1日 - 菊丘南町を校区に編入。
- 1979年4月1日 - 東中振1丁目の一部を校区に編入。
- 1980年4月1日 - 障害児学級を設置。
- 1983年4月1日 - 東中振2丁目の一部を校区に編入。
- 2009年4月1日 - 東中振2丁目を第四中学校校区に変更

## 通学区域
- 枚方市 菊丘南町、香里ヶ丘5・6・7丁目、香里ヶ丘8丁目（32番地を除く）、東中振1丁目（一部）、東中振2丁目（一部）、山之上西町（一部）、山之上5丁目（一部）

卒業生は基本的に枚方市立第四中学校に進学する。

## 交通
- 京阪バス 香里ヶ丘6丁目バス停。
- 京阪本線 枚方公園駅 南へ約2km。

## 卒業生
- 梶本一花 - 女子競泳選手。2025年世界水泳選手権オープンウォータースイミング5km銅メダリスト